# Ołeksij Polanski
Ołeksij Wołodymyrowycz Polanski, ukr. Олексій Володимирович Полянський (ur. 12 kwietnia 1986 w Awdijiwce, w obwodzie donieckim) – ukraiński piłkarz, grający na pozycji bocznego pomocnika.

## Kariera piłkarska

### Kariera klubowa
Polanski pochodzi z obwodu donieckiego i jest wychowankiem klubu Metałurh Donieck W jego barwach zadebiutował w ukraińskiej pierwszej lidze w sezonie 2004/2005 i zajął z nim wówczas wysokie 3. miejsce w lidze. W kolejnym był już podstawowym zawodnikiem klubu i zdobył swojego pierwszego gola w lidze, wystąpił w rozgrywkach Pucharu UEFA oraz zakończył sezon na 9. miejscu w lidze. Sezon 2006/2007 Polanski także rozpoczął w Metałurhu, w którym grał przez rundę wiosenną. Natomiast zimą 2007 przeszedł do jednego z czołowych klubów kraju i zarazem rywala zza miedzy Metałurha, Szachtara Donieck. W 2008 na wypożyczeniu w Illicziwcu Mariupol. Potem powrócił do Szachtara, a w lutym 2010 ponownie został wypożyczony tym razem do Zorii Ługańsk. W czerwcu 2011 wypożyczony do końca sezonu do Illicziwca Mariupol. Na początku 2013 ponownie został wypożyczony do Illicziwca Mariupol, w którym występował do lata 2014. 2 września 2014 został wypożyczony do Howerły Użhorod, a w lipcu 2015 do Metalista Charków. 19 lipca 2016 przeszedł do irańskiego Persepolis FC.

### Kariera reprezentacyjna
Występował w reprezentacjach juniorskich i młodzieżowych Ukrainy. W reprezentacji U-19 rozegrał 5 meczów, a w U-21 – 11 meczów (1 gol).

## Sukcesy

### Sukcesy klubowe
- mistrz Ukrainy: 2008
- wicemistrz Ukrainy: 2007, 2009
- zdobywca Pucharu Ukrainy: 2008
- finalista Pucharu Ukrainy: 2007, 2009
- zdobywca Superpucharu Ukrainy: 2008
- finalista Superpucharu Ukrainy: 2007
- zdobywca Pucharu UEFA: 2009

### Odznaczenia
- Medal "Za pracę i zwycięstwo": 2009[7].